# Thecla bubastus
Thecla bubastus är en fjärilsart som beskrevs av Pieter Cramer 1782. Thecla bubastus ingår i släktet Thecla och familjen juvelvingar. Inga underarter finns listade i Catalogue of Life.